# Babar
Babar är en elefant och huvudfiguren i fransmännen Jean och Laurent de Brunhoffs populära barnböcker. Den första boken om Babar, L'Histoire de Babar, utkom 1931.

## Handling
Babar föddes och växte upp i djungeln. När hans mamma dödades av en tjuvjägare, som ville åt hennes betar, flydde han till storstaden och togs om hand av en gammal dam, Madam. Denna lärde Babar mänskliga särdrag, och när Babar till slut återvände till djungeln utropas han till kung, och döpte sin stad efter sin stora kärlek Celeste - Celesteville.
Efter att ha gift sig med Celeste, som även är hans kusin, flyttar paret in det kungliga slottet i Celesteville, där barnen Pom, Flora, Alexander och minstingen Isabelle föds. I slottet bor också flera goda vänner till familjen: förutom Madam finns där Babars båda rådgivare Cornelius och Pompadour, hans kusin Arthur och barndomskamraten Zephir, en busig apa.
Granne med Celesteville ligger Rataxsville, noshörningarnas land, där kung Rataxes styr, med hjälp av hustrun fru Rataxes och rådgivaren Basil - konflikterna mellan elefanterna och noshörningarna är ett ofta återkommande tema. Rataxes son Victor är dock god vän med Babars tre äldsta barn, och drottningarna Celeste och fru Rataxes är tydligen mera samstämmiga än sina män. 
Babar blev tecknad TV-serie i en samproduktion mellan fransk och kanadensisk TV 1990.
I TV-serien får man följa Babars barndom (det blir en så kallad flashback). Han visar även en stark avsky mot tjuvjägaren som tog hans mamma ifrån honom. Notera att Babars pappa inte syns till under hela seriens gång.

## Kritik
Vissa kritiker, i synnerhet Herbert R. Kohl och Vivian Paley, har argumenterat för att även om Babarböckerna på ytan är förtjusande så är historierna politiskt och moraliskt motbjudande och kan ses som ett rättfärdigande av kolonialism. Andra har menat att den franska civilisationen som beskrivs i de tidiga böckerna redan har blivit förstörd av det första världskriget och att böckerna från början var en nostalgisk återblick mot det historiska Frankrike före 1914. I Ariel Dorfmans bok The Empire’s Old Clothes återfinns även ett annat högst kritiskt perspektiv, där han menar att "genom att föreställa sig självständighet i elefanternas land så anar Jean de Brunhoff teorin om neokolonialism mer än ett decennium innan historien tvingade Europa att ta den i bruk." Författaren Adam Gopnik har en annan syn på saken, vilken han utvecklar i artikeln "Freeing the Elephants". Han skriver där att det "inte är ett omedvetet uttryck för den franska koloniala föreställningen; det är en självmedveten komedi om den franska koloniala föreställningen och dess nära relation med den inhemska föreställningen i Frankrike. Kärnan [...] är explicit och intelligent: frestelsen i staden, hos civilisationen, hos stil, ordning och borgerligt leverne är riktig, såväl för en elefant som hos människor." Han framhåller att belåtenheten som framhärdas hos Babar är baserad på vetskapen att "medan det är en bra sak att vara en elefant så är, fortfarande, livet hos en elefant farligt, vilt och smärtsamt. Det är därför en säkrare sak att vara elefant i ett hus i närheten av en park."

## Babarböckerna

### Av Jean de Brunhoff
- Histoire de Babar, le petit éléphant (1931)
  - Sagan om Babar, den lilla elefanten (översättning I.P. (dvs. Ingrid Prytz), Ljus, 1944)
  - Sagan om Babar, den lille elefanten (översättning Gemma Snellman, Rabén & Sjögren, 1963)
  - Sagan om Babar, den lilla elefanten (översättning Gallie Eng, Rabén & Sjögren, 1984)
- Le voyage de Babar (1932)
  - Babars resa (översättning Ingrid Prytz, Ljus, 1945)
  - Babars resa (översättning Gemma Snellman, Rabén & Sjögren, 1963)
  - Babars resa (översättning Marianne Eriksson, Rabén & Sjögren, 1985)
- Le Roi Babar (1933)
  - Kung Babar (översättning Ingrid Prytz, Ljus, 1946)
  - Kung Babar (översättning Gemma Snellman, Rabén & Sjögren, 1963)
  - Kung Babar (översättning Gallie Eng-Jacucci, Rabén & Sjögren, 1971)
  - Kung Babar (översättning Gerd Engdal, Rabén & Sjögren, 1992)
- L'ABC de Babar (1934)
- Babar en famille (1938)
  - Babar och hans familj (översättning Ingrid Prytz, Ljus, 1947)
  - Babar hemma hos sig (översättning Marianne Eriksson, Rabén & Sjögren, 1966)
  - Babar och hans familj (översättning Gallie Eng, Rabén & Sjögren, 1987)
  - Babar och hans familj (översättning Susanna Eng, Rabén & Sjögren, 1991)
- Babar et le père Noël (1941)
  - Babar och jultomten (översättning Ingrid Prytz, Ljus, 1949)
  - Babar och jultomten (översättning Marianne Eriksson, Rabén & Sjögren, 1967)
  - Babar och jultomten (översättning Gallie Eng, Rabén & Sjögren, 1990)

Svensk samlingsvolym
- Babars äventyr (rev. av Laurent de Brunhoff, översättning Katja Waldén, Svensk läraretidning, 1963) (Barnbiblioteket Saga, 443)

### Av Laurent de Brunhoff
- Babar et ce coquin d'Arthur (1948)
  - Babar och kusin Arthur (översättning Gemma Snellman, Rabén & Sjögren, 1965)
- Pique-nique chez Babar (1949)
  - Babars barn på äventyr (översättning Ingrid Prytz, Ljus, [1950?])
- Babar dans l'Île aux oiseaux (1952)
- La fête à Celesteville (1954)
  - Babar bygger en stad (översättning Marianne Eriksson, Rabén & Sjögren, 1967)
- Babar et le professeur Girafon (1956)
  - Babar och den hemlighetsfulla grottan (översättning Kerstin Lennerthson, Rabén & Sjögren, 1981)
- Le château de Babar (1961)
  - Babar får ett slott (översättning Marianne Eriksson, Rabén & Sjögren, 1968)
- Je parle anglais avec Babar (1963)
- Je parle allemand avec Babar (1966)
- Je parle espagnol avec Babar (1966)
- Babar à New York (1966)

## Filmatiseringar
- The Story of Babar, The Little Elephant (1968)
- Babar Comes To America (1971)
- The Adventures of Babar (1985)
- Babar and Father Christmas (1986)
- Babar (Babar, 1987-1989, 2000)
- Babar och hans vänner (Le Triomphe de Babar, 1989)
- Babar och hans vänner  (Babar The Movie, 1989)
- Babar – elefanternas konung (Babar - roi des éléphants, 1999)
- Babar och Badous äventyr 2013

3D- Animerad serie på Barnkanalen